# Franz Mandl
Franz Mandl, född 4 augusti 1916 i Wien, död 4 februari 1988, var en österrikisk fotbollsspelare.
Mandl blev olympisk silvermedaljör i fotboll vid sommarspelen 1936 i Berlin.